# Marco Petreyo
Marco Petreyo (en latín, Marcus Petreius; m. 46 a. C.) era un político y militar romano.

## Carrera política
No conocemos con exactitud el orden cronológico de su carrera. En cualquier caso era el primero de su estirpe que entraba en el Senado. Salustio le describe como un intrépido comandante que en 62 a. C. contaba con una extensa carrera militar que ya duraba treinta años y que le había llevado a desempeñarse como tribuno militar, prefecto y comandante de legión. En 64 a. C. ejerció el cargo de pretor.
Como lugarteniente del cónsul Gayo Antonio Híbrida en 63 - 62 a. C., llevó a sus hombres a la victoria sobre los sediciosos que acaudillaba Catilina en Pistoya (62 a. C.). Híbrida permaneció en el campamento aquejado de gota. Durante el consulado de César de 59 a. C. se alió con el mayor adversario de este, Catón.
En 55 a. C. Pompeyo les ordenó a él y a Afranio administrar sus provincias en Hispania en calidad de legatus mientras él se quedaba en la capital. Tras el estallido del conflicto entre César y el Senado (49 a. C.) él y Afranio marcharon contra César, que deseaba derrotarles en Hispania y después atacar a Pompeyo en Grecia.
En un primer instante provocaron el estancamiento de los cesarianos, mas sus hombres cayeron derrotados en Ilerda y tuvieron que capitular. César concedió la libertad a ambos, que marcharon a Grecia y se unieron a Pompeyo. Tras la derrota de este en Farsalia huyó con Catón de allí decidido a continuar resistiendo a César.
Labieno y él obtendrían una nueva victoria en Ruspina, aunque no evitaron la debacle de los pompeyanos en Tapso. El rey númida Juba y Petreyo huyeron, y, perdida ya toda esperanza decidieron librar un duelo cerca de Zama en el que el romano acabó con la vida del monarca y después se suicidó.